# Pattamundai
Pattamundai es una ciudad y  comité de área notificada situada en el distrito de Kendrapara en el estado de Odisha (India). Su población es de 36528 habitantes (2011). Se encuentra a orillas del río Brahmani, a 80 km de Cuttack y a 92 km de Bhubaneswar.

## Demografía
Según el censo de 2011 la población de Pattamundai era de 36528 habitantes, de los cuales 18549 eran hombres y 17979 eran mujeres. Pattamundai tiene una tasa media de alfabetización del 86,93%, superior a la media estatal del 72,87%: la alfabetización masculina es del 92,64%, y la alfabetización femenina del 81,09%

## Clima
| Parámetros climáticos promedio de Pattamundai | Parámetros climáticos promedio de Pattamundai | Parámetros climáticos promedio de Pattamundai | Parámetros climáticos promedio de Pattamundai | Parámetros climáticos promedio de Pattamundai | Parámetros climáticos promedio de Pattamundai | Parámetros climáticos promedio de Pattamundai | Parámetros climáticos promedio de Pattamundai | Parámetros climáticos promedio de Pattamundai | Parámetros climáticos promedio de Pattamundai | Parámetros climáticos promedio de Pattamundai | Parámetros climáticos promedio de Pattamundai | Parámetros climáticos promedio de Pattamundai | Parámetros climáticos promedio de Pattamundai |
| Mes                                           | Ene.                                          | Feb.                                          | Mar.                                          | Abr.                                          | May.                                          | Jun.                                          | Jul.                                          | Ago.                                          | Sep.                                          | Oct.                                          | Nov.                                          | Dic.                                          | Anual                                         |
| --------------------------------------------- | --------------------------------------------- | --------------------------------------------- | --------------------------------------------- | --------------------------------------------- | --------------------------------------------- | --------------------------------------------- | --------------------------------------------- | --------------------------------------------- | --------------------------------------------- | --------------------------------------------- | --------------------------------------------- | --------------------------------------------- | --------------------------------------------- |
| Temp. máx. abs. (°C)                          | 27.3                                          | 29.9                                          | 33.8                                          | 36                                            | 36.1                                          | 34.2                                          | 31.3                                          | 31.3                                          | 31.6                                          | 30.6                                          | 29.1                                          | 27.2                                          | '                                             |
| Temp. media (°C)                              | 21.3                                          | 23.9                                          | 27.9                                          | 30.6                                          | 31.4                                          | 30.3                                          | 28.5                                          | 28.6                                          | 28.7                                          | 27.2                                          | 23.9                                          | 21.2                                          | 27                                            |
| Temp. mín. abs. (°C)                          | 15.4                                          | 18                                            | 22.1                                          | 25.2                                          | 26.7                                          | 26.4                                          | 25.8                                          | 25.9                                          | 25.8                                          | 23.8                                          | 18.8                                          | 15.2                                          | '                                             |
| Precipitación total (mm)                      | 12                                            | 30                                            | 31                                            | 31                                            | 75                                            | 202                                           | 290                                           | 343                                           | 260                                           | 174                                           | 47                                            | 7                                             | 1502                                          |
| Fuente: climate-data.org                      |                                               |                                               |                                               |                                               |                                               |                                               |                                               |                                               |                                               |                                               |                                               |                                               |                                               |